# الجمهورية الإسبانية الثانية في الحرب
الجمهورية الإسبانية الثانية في الحرب (بالإسبانية: Segunda República Española en guerra)‏ هو تاريخ الجمهورية الإسبانية الثانية خلال الحرب الأهلية الإسبانية 1936-1939 وهي آخر فترة من تاريخها. وسميت الأراضي التي ظلت تحت سلطتها بعد انقلاب يوليو 1936 في إسبانيا بالمنطقة الجمهورية أو المنطقة الموالية، ولكنها تقلصت مع تمدد منطقة التمرد حتى اكتمل احتلال فرانكو لها كلها (وأطلق عليها طوال الحرب بالمنطقة الحمراء (بالإسبانية: zona roja)‏). خلال تلك الفترة استلمت الجمهورية ثلاث حكومات: الأولى رأسها الجمهوري اليساري خوسيه غيرال، على الرغم من أن السلطة الحقيقية خلال فترة حكمه القصيرة (من يوليو إلى سبتمبر 1936) كانت في أيدي مئات اللجان التي تم تشكيلها عند اندلاع الثورة الاجتماعية الإسبانية 1936. أما الحكومة التالية فترأسها الاشتراكي فرانسيسكو لارجو كاباليرو زعيم إحدى النقابتين (UGT بالاشتراك مع الـ CNT) التي قادت الثورة؛ ورأس الحكومة الثالثة الاشتراكي خوان نيجرين بعد سقوط لارجو كاباليرو في أحداث مايو 1937، واستمر حتى بداية مارس 1939، عندما وقع انقلاب الكولونيل كاسادو واضعا حدًا لمقاومة الجمهورية وفتح المجال لانتصار جبهة التمرد بقيادة الجنرال فرانكو.

## رد فعل الحكومة على الانتفاضة العسكرية

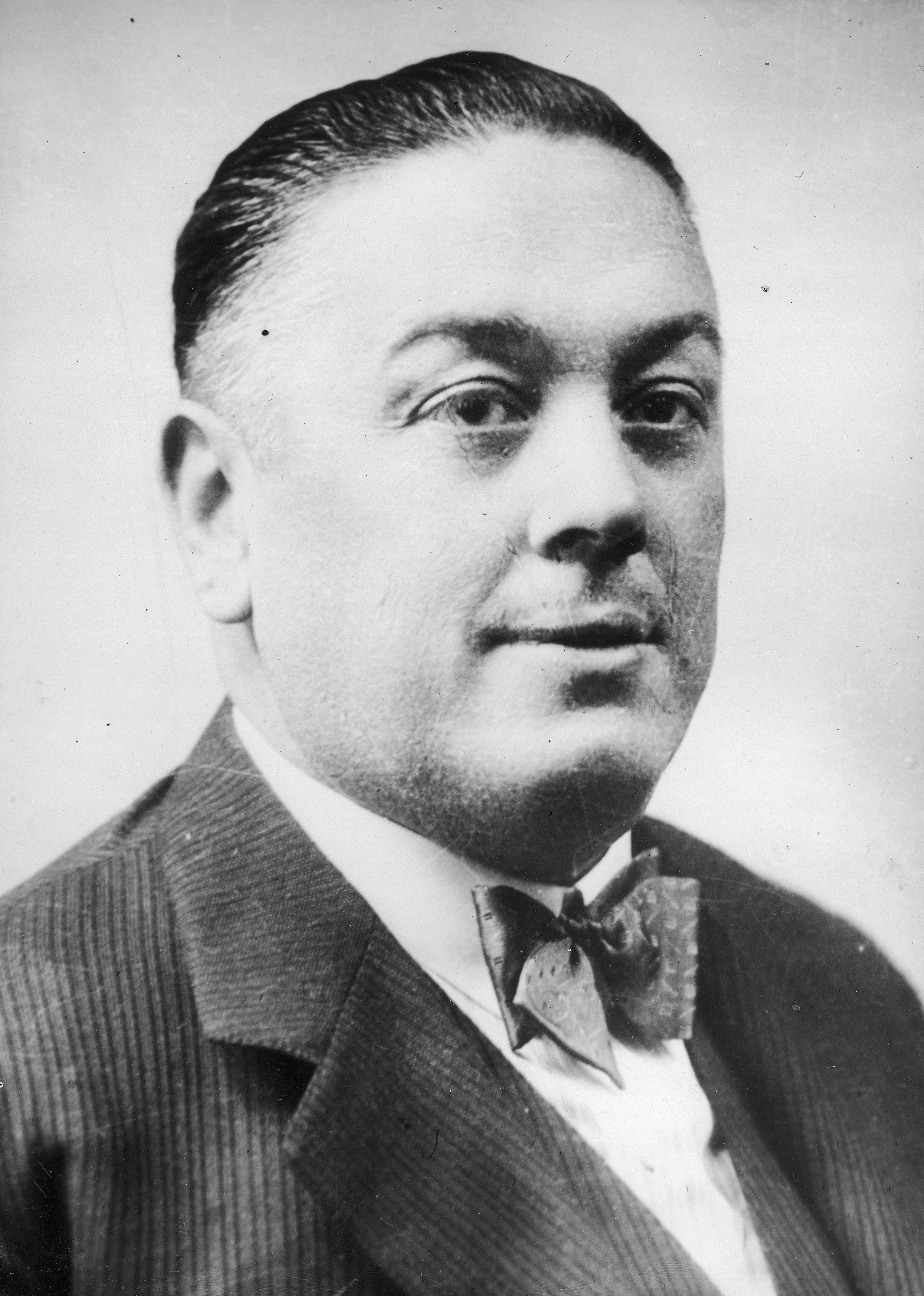
دييغو مارتينيز باريو

ماإن انتصف يوم الجمعة 17 يوليو حتى علمت مدريد أن انتفاضة عسكرية ظهرت في المحمية المغربية. وفي اليوم التالي انتشرت الانتفاضة إلى شبه الجزيرة، فطالبت المنظمات العمالية (CNT وUGT) بتسليح الشعب لإنهائها، وهو ما رفضته حكومة سانتياغو كاساريس كيروغا بالأساس لأن الجمهوريين اليساريين كانوا يخشون في ذلك الوقت أو أكثر من الانقلاب العسكري المناهض للجمهورية وهو اندفاع النظام الاجتماعي من خلال العمل الجماهيري.
في ليلة السبت 18 يوليو قدم كاساريس كيروغا استقالته إلى الرئيس مانويل أثانيا. فكلف الرئيس زعيم حزب الاتحاد الجمهوري ورئيس الكورتيس دييغو مارتينيز باريو بتشكيل حكومة تحظى بأكبر قدر ممكن من الدعم السياسي، واستبعاد الطرفين المتطرفين (حزب سيدا والحزب الشيوعي الإسباني) لوقف التمرد، دون اللجوء إلى الدعم المسلح للمنظمات العمالية. ضم مارتينيز باريو سياسيين معتدلين في حكومته على استعداد للتوصل إلى نوع من الاتفاق مع الجيش المتمرّد. فشكّل مارتينيز باريو حكومته، على الرغم من اختلافها قليلاً عن سابقتها (لم تدمج الاشتراكيين فيها) وتضمنت سياسيين معتدلين على استعداد للتوصل إلى نوع من الاتفاق مع الجيش المتمرّد، مثّل جوستينو دي أزكارات عن الحزب الجمهوري الوطني بزعامة فيليبي سانشيز الذي ترك ائتلاف الجبهة الشعبية عندما انضم إليه الحزب الشيوعي.
واستمرت اتصالاته مع المتمردين من فجر يوم السبت 18 يوليو حتى اليوم التالي، فتحدث عبر الهاتف مع الجنرال إميليو مولا مدير الانتفاضة، لكنه رفض رفضا قاطعا أي نوع من الاتفاق قائلا له: «لديك جماهيرك ولدي جماهيري». فاستقالت حكومة مارتينيز باريو التوفيقية. فعين أثانيا في نفس اليوم رجل من حزبه وهو خوسيه غيرال ليرأس الوزارة، فشكل حكومة تتكون حصريًا من اليسار الجمهوري بدعم قوي من الاشتراكيون، فاتخذ قرار تسليح المنظمات العمالية، وهو أمر كان مارتينيز باريو قد رفضه لأنه كما هو الحال مع كاساريس كيروغا، فإن هذا الأمر يتجاوز عتبة الدفاع الدستوري والقانوني عن الجمهورية دون اللجوء إلى تسليح المنظمات العمالية. 
بسبب قرار إعطاء السلاح للشعب خسرت الدولة الجمهورية احتكار القدرة الدفاعية، لذلك لم تستطع منع انطلاق ثورة اجتماعية، لأن المنظمات العمالية لم تخرج «للدفاع عن الجمهورية حرفيا... ولكن للقيام بالثورة. (...) حاول انقلاب معاد للثورة أن يوقفها، إلا أنه انتهى بإطلاق العنان لها في النهاية.»

### جدل حول تسليم السلاح للشعب
اعتبر المؤرخ البريطاني هيو توماس (في كتابه الذي نُشر بالإسبانية سنة 1976) أن «الوسائل الدستورية لمعارضة التمرد كانت فاشلة، وهذا حتمي بالنظر إلى أن قسما كبيرا من قوات القانون والنظام مثل الجيش والحرس المدني كان مع المتمردين الذين ادعوا أنهم يمثلون النظام رغم كونهم خارج القانون، والقوة الوحيدة القادرة على مقاومة التمرد هي قوة النقابات وأحزاب اليسار. أما بالنسبة للحكومة كان استخدام تلك القوة يعني قبول الثورة، وليس من المستغرب أن يتردد كاساريس كويروغا في اتخاذها، لكن في اللحظة التي اندلع التمرد في إسبانيا مساء يوم 18 يوليو أضحت تلك الخطوة حتمية. ففي المدن التي اندلعت فيها الانتفاضة (المغرب وأندلسيا) كان أولئك الذين عارضوها هم الأحزاب الثورية لليسار. وبالواقع فإن العديد من المدن الصغيرة كانت الثورة تسبق التمرد، فعندما انبثقت أخبار الانتفاضة في المغرب وإشبيلية إلى أماكن لا توجد فيها حامية عسكرية، كان رد فعل اليسار بطبيعة الحال هو عدم انتظار مهاجمتهم. (...) [عندما أمرت حكومة غيرال الحكام المدنيين] بتوزيع جميع الأسلحة الموجودة... في كثير من الحالات أتت تلك الأوامر بعد فوات الأوان».
واعتبر المؤرخ خوليو أروستيغوي (في كتابه الذي نُشر في 2006) أن تأخر الحكومة في تسليح المنظمات العمالية كان أساسياً في انتصار الانتفاضة بمدن معينة مثل إشبيلية وغرناطة وآبلة. كان الشك القاتل لحكومتي كاساريس كيروغا ومارتينيز باريو بشأن تسليم الأسلحة «حاسمًا في استحالة القضاء على الانتفاضة من جذورها... ففي اللحظة الحاسمة رفض هؤلاء الزعماء مناشدة الشعب. ... للدفاع المسلح عن الجمهورية. ورفضوا تسليم الأسلحة ذات الطبيعة العسكرية التي طلبتها منظمات البروليتاريا والأحزاب والنقابات... وفي كثير من الحالات مُنِع الحكام المدنيين والسلطات التابعة الأخرى من أن يكونوا في طليعة حركة الدفاع الشعبية. كانت هناك حالات واضحة حيث الشلل هو أفضل مالدى المتمردين».
أما المؤرخ خوليان كازانوفا (في كتابه الذي نُشر 2007) اعتبر فكرة أن الأشخاص المسلحين هم الذين هزموا المتمردين في شوارع المدن الإسبانية الرئيسية هي مجرد خرافة. فالعامل الحاسم بحسب كازانوفا كان وضع الجيش، بما في ذلك أولئك الذين قادوا قوات النظام العام، لأن المقاتلين العمال لايمكنهم محاربة المتمردين إلا عند اخلاص القادة العسكريين أو تردد الآخرين. مدريد وبرشلونة مثالان جيدان، وأيضًا فالنسيا وخاين وسان سباستيان".4
وشارك المؤرخ فرانسيسكو علي ميراندا الأطروحة التي دافع عنها خوليان كازانوفا، لأن السبب الرئيسي لنجاح الانتفاضة في بعض المقاطعات والفشل في أخرى هو الموقف الذي تبناه القادة العسكريون في كل منها، وليست العوامل الاجتماعية أو السياسية، كما اتضح في حالتي مدريد وبرشلونة حيث فشل التمرد «لأن جنود المتمردين لم يحظوا بالدعم الكافي من رفاقهم». ومع ذلك فوفقًا لميراندا فإن رد فعل حكومة الجمهورية على الانتفاضة مهمًا أيضًا، لأن كل حاكم مدني تصرف بشكل مختلف. فمنهم من تصرف بسرعة واجتهاد فتمكن من إيقاف التمرد (كما في مالقة وولبة وألمرية وباداخوز وأوفييدو وسيوداد ريال وقونكة وجيان)، بينما لم يفعلوا آخرون أي شيء تقريبا من البخل أو التردد أو الجهل فانتصر التمرد (كما في لوغرونيو وقصرش وغيبوثكوا).

## الثورة الاجتماعية وحكومة غيرال (يوليو - سبتمبر 1936)
«كان هناك الكثير من الناس من الكتلة البروليتارية الذين فسروا الانتفاضة العسكرية على أنها مناسبة ومبررة لتغيير جذري في الحياة وإمكانية تعزيز التغيير الاجتماعي الشامل أكثر من تفسيرها على أنها الحاجة إلى حمل السلاح في الحرب». بالنسبة للعديد من العمال والفلاحين، فقد حان الوقت لإجراء تغيير حقيقي لتحسين ظروفهم المعيشية وأن إصلاحات الجمهورية لم تتحقق إلى الآن، فأصبح من الممكن تحقيق الكثير من التوقعات المحبطة.
وهنا تكمن إحدى مفارقات الوضع في صيف 1936، وهي أن الانقلاب العسكري الذي ادعى زوراً أنه يريد سحق ثورة غير موجودة هو الذي «فتح الأبواب لتلك الثورة». كانت الانتفاضة العسكرية هي التي أوجدت الظروف بحيث أوجدت بعض ادعاءات التغيير الثوري مناسبة لتنفيذه. (...) كان التمرد بالتالي رداً على الانتفاضة. ولم يحدث العكس بأي حال من الأحوال، كما ادعى المتمردون والنظام دائمًا، أدت العملية الثورية التي سعت إلى إنهاء النظام القائم إلى انهيار السلطة الراسخة للمؤسسات الجمهورية وظهور قوى موازية.

### الثورة الاجتماعية 1936

شعار مجلس الدفاع الإقليمي لأراغون، وهو جهاز أنشئ خلال الثورة الاجتماعية الإسبانية في 1936

إن إيصال السلاح إلى الأحزاب والتنظيمات العمالية جعلها تشكل بسرعة ميليشيات مسلحة لمواجهة التمرد العسكري والشروع في ثورة اجتماعية عميقة (متجاهلة السلطات الجمهورية التي لم تسقطها): ضبط وتجميع الحيازات الزراعية والشركات الصناعية والتجارية لضمان استمرارية إنتاج وتوزيع السلع، والحفاظ على مهام الدولة الرئيسية التي هي من مسؤوليتها. الإنتاج وإمداد السكان والمراقبة والمحاسبة والاتصالات والمواصلات والصحة في أيدي اللجان النقابية التي قامت في كثير من المحليات بإلغاء العملة واستبدالها بقسائم. وقبل انهيار آليات السلطة العامة ["فالحكومة التي توزع السلاح هي حكومة نفدت أدواتها لفرض سلطتها والنظام العام"]، ظهرت في صيف 1936 قوة عمالية جديدة والتي كانت في الوقت نفسه عسكرية وسياسية واجتماعية واقتصادية. وهكذا أصبحت الثورة تحت حكم النقابات. فالشركة أو المزرعة الجماعية يعني وضعها تحت سلطة لجان مكونة من ممثلي CNT أو UGT أو كليهما: ظهرت الطوابع باسم اللجان المحلية CNT-UGT في الأيام الأخيرة من شهر يوليو. بالنسبة للعمال المناضلين كانت الثورة هي العمل المسلح وتدمير النظام الاجتماعي القديم ورموزه إلغاء ممثليه، وإعلان بداية مجتمع جديد وتشكيل لجان تولت مسؤولية السلطات المحلية. كانت الثورة هي إلغاء الملكية الكبيرة والمتوسطة وانهيار الدولة، مع إعلان نظام اجتماعي جماعي جديد ولكن دون إنشاء أي سلطة سياسية على اللجان النقابية: السلطة الجديدة التي بُنيت على رماد السلطة الغارقة. لقد كانت سلطة نقابية ومحلية فقط".

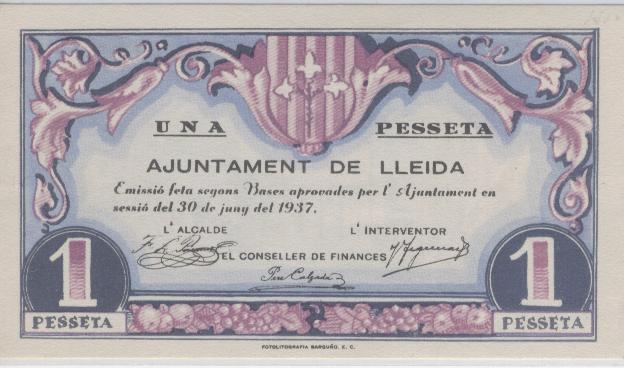
فاتورة قيمتها بيزيتا واحدة صادرة عن مجلس مدينة لاردة سنة 1937.

لكن الثورة التي اندلعت كان لها مشروع مختلف حسب المناطق. "ففي كاتالونيا، كان الشيء المميز هو الثورة الاجتماعية التي قادتها CNT، التي شرعت في خلق جماعية صناعية بتعامل راقي، ولم تتدخل في صناعة الفاكهة أو على الأقل ملكية الأرض، وسمحت للحكومة البرجوازية "بالبقاء في مبنى مجلس كتالونيا العام. وفي أراغون فرضت أركان الميليشيات نظامًا جماعيًا للأرض ضد إرادة فئة من ملاك الأراضي الصغار والمتوسطين وأنشأت جهازًا للسلطة السياسية - مجلس أراغون - خارج الشرعية الجمهورية، بينما في مناطق واسعة من قشتالة الجديدة وبلنسية وأندلسيا قامت نقابات الفلاحين بتجميع الأرض فاحتلت المزارع التي هجرها أصحابها، وانتقلت السلطة السياسية المحلية إلى أيدي اللجان المشتركة للنقابات والأحزاب. وفي إقليم الباسك حيث رفض الحزب القومي الباسكي التحالف مع CEDA في انتخابات فبراير 1936 وبدعم من اليسار في معالجة قانون الحكم الذاتي الذي تمت الموافقة عليه في 1 أكتوبر 1936، لم تكن هناك ثورة اجتماعية وظل الحزب الكاثوليكي القومي حتى يونيو 1937 على رأس حكومة مستقلة تتمتع بسلطة على أكبر بقليل من أراضي الباسك".
كانت اللجان التي نشأت في كل مكان مستقلة ولم تعترف بحدود أفعالها،. «يمكنهم إنشاء جمعيات صناعية ومصادرة المحاصيل والمواد الخام وتشكيل الميليشيات وتوزيع قسائم مشتروات وامتيازات العبور إذا شعروا بذلك. إنها قوة مفتتة ومشتتة، ومستقلة للغاية وتقديرية... توضح أن الثورة الإسبانية 1936 كانت واحدة من أكثر الثورات عمقًا اجتماعيًا في القرن العشرين وأكثرها تقلبًا من الناحية السياسية.» لذا ظهرت المشكلة بعدها في أنه لم يتم إنشاء أي نوع من السلطة (أو التنظيم) لمركزية الموارد وتنسيق الإجراءات. لكن المفارقة في أن الثورة لم تنهِ الدولة الجمهورية، بل تجاهلتها ببساطة واختزلتها إلى حالة عدم عمل. ففي كاتالونيا حيث كانت المنظمات العمالية - بشكل أساسي CNT- تسيطر على الوضع تمامًا تم تشكيل اللجنة المركزية للميليشيات المناهضة للفاشية، لكن حكومة خنيراليتات لم يتم عزلها واستمرت في موقعها. وفي فالنسيا ظهرت اللجنة التنفيذية الشعبية. في مالقة ولاردة ظهرت لجنتان للصحة العامة. في كانتابريا وخيخون وجيان ظهرت اللجان الإقليمية للجبهة الشعبية. وظهر في الباسك مجلس دفاع. وفي مدريد تم تشكيل لجنة وطنية للجبهة الشعبية نظمت الميليشيات استقرار المدينة، ولكن إلى جانبها استمرت حكومة خوسيه غيرال في الوجود التي تتألف فقط من الجمهوريين اليساريين.

### حكومة غيرال (يوليو - سبتمبر 1936)
رغم أن حكومة غيرال لم تكن لديها سلطة حقيقية إلا أنها لم تتوقف عن العمل خاصة على المستوى الدولي. فقد طلبت شراء أسلحة من حكومة الجبهة الشعبية لفرنسا، وعندما لم تحصل عليها اتجهت نحو الاتحاد السوفيتي، وكان لديها احتياطي الذهب في بنك إسبانيا لتغطية مصاريف الحرب. وعلى الصعيد المحلي قامت بفصل المسؤولين المشتبه في دعمهم للانتفاضة، وأصدرت إجراءاتها الأولية للسيطرة على عمليات لإعدام الفاشيين العشوائي والتعسفي وخارج القضاء، نفذتها محاكم اثورية المعروفة باسم تشيكا، التي أنشأتها المنظمات والأحزاب العمالية التي فرضت الإرهاب الأحمر في مدريد وأماكن أخرى. وهكذا فور حدوث مذبحة سجن مدريد النموذجي والتي اغتيل خلالها السياسيين اليمينيين على أيدي الميليشيات، أنشأت حكومة غيرال محاكم خاصة لمحاكمة جرائم التمرد والفتنة وتلك المرتكبة ضد أمن الدولة"، التي تألفت من ثلاثة موظفين قضائيين وأربعة عشر محلفًا سيبت في وقائع القضايا. ومع ذلك فإن تلك المحاكم الشعبية لم تضع حدًا لأنشطة "تشيكا" التي استمرت في قتل "الفاشيين" بطريقة التنزه (الاعتقال غير القانوني ثم القتل فورا وإلقاء الجثث في الحفر أو بجوار جدران المقابر) أو إخراج السجناء أو الساكاس (إخراج سجناء كان من المفترض إطلاق سراحهم ولكن ينقلون إلى الحائط لإعدامهم).
كانت حكومة غيرال مكونة من جمهوريين يساريين فقط، لذلك لم تمثل القوى التي كانت تقوم بالتعبئة الاجتماعية والسياسية والعسكرية المكثفة التي انطلقت مع انتفاضة يوليو 1936. وهكذا عندما استولى الجيش الأفريقي المتمرد على طلبيرة في 3 سبتمبر 1936 (في مقاطعة طليطلة بعد احتلال إكستريمادورا) استقال خوسيه غيرال الذي افتقر إلى الدعم والسلطة إلى رئيس الجمهورية مانويل أثانيا.

## حكومة لارجو كباليرو (1936-1937)

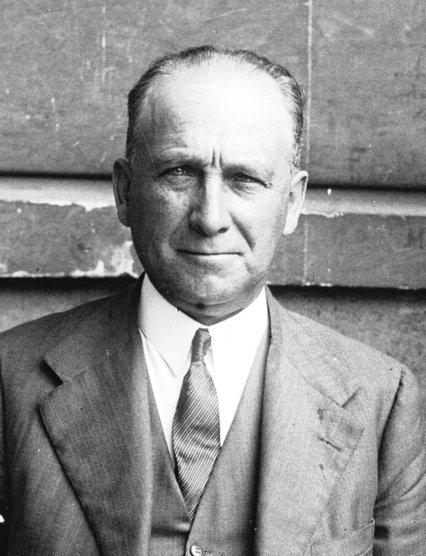
فرانسيسكو لارجو كاباليرو

بعد استقالة غيرال كلف رئيس الجمهورية مانويل أثانيا الزعيم الاشتراكي لاتحاد العمال العام فرانسيسكو لارجو كاباليرو أحد قطبي النقابات اللذان قادا الثورة بتشكيل «حكومة ائتلافية». فتولى حقيبة الدفاع بالإضافة إلى رئاسته للحكومة، لتعريف تلك الحكومة بأنها تحالف كبير مناهض للفاشية، وبالتالي أدخل إلى مجلس الوزراء أكبر عدد ممكن من ممثلي الأحزاب والنقابات التي تقاتل ضد التمرد الفاشي (كما وصفتها المنظمات العمالية في يوليو). لكن هذه الحكومة لم تكتمل حقًا إلا بعد شهرين عندما انضم إليها في 4 نوفمبر (في الوقت الذي كانت فيه القوات المتمردة بالفعل في ضواحي مدريد) أربعة وزراء من الكونفدرالية، ومنهم أول امرأة وزيرة في إسبانيا: فيديريكا مونتسيني وزيرة الصحة جنبًا إلى جنب مع خوان غارسيا أوليفر وزير العدل الجديد. وكان اتحادا ضد الفاشية بالمعنى الحقيقي. باستثناء الشيوعيون المناهضون للستالينية في حزب العمال التوحيد الماركسي POUM الذين رفض الحزب الشيوعي الإسباني وجودهم في مجلس الوزراء.
استنتجت حكومة لارجو كاباييرو الجديدة التي نصبت نفسها حكومة النصر بأنه يجب إعطاء أولوية فورية للحرب، ومن هنا جاء البرنامج السياسي الذي أطلقته مباشرة: إنشاء جيش جديد وتوحيد قيادة الحرب (بدأت من الأعلى بإنشاء هيئة أركان عامة، كان توجيهها الأول هو تنظيم الجبهة في أربعة مسارح للعمليات: وسط وأراغون والأندلس والشمال، وبالتالي إعادة بناء الجيش الجمهوري الموحد، أو على الأقل على الورق؛ ثم عسكرة الميليشيات مع تشكيل الألوية المختلطة التي يجب أن تنضم إليها، وإنشاء فيلق المفوضين) وتأميم الصناعات الحربية ومركزية وتنسيق النشاط الاقتصادي والدفاع عن الممتلكات الصغيرة والمتوسطة واحتواء تجارب الثورة الاجتماعية، مواثيق وحدة العمل بين الأحزاب والنقابات. وهكذا فإن قادة النقابات في UGT وCNT، عند قبولهم لهذا البرنامج والترويج له «اتفقوا على أن غرس الشيوعية التحررية التي طمح إليها CNT، أو المجتمع الاشتراكي الذي سعى إليه UGT، لهذا وجب انتظار النصر العسكري».
لكن تلك الإجراءات لم تحقق النصر للجيش الجمهوري الذي نجح نجاحًا بسيطا في وقف تقدم الجيش الأفريقي نحو مدريد الذي كان على وشك دخولها يوم 6 نوفمبر. في ذلك اليوم قررت الحكومة التي شارك فيها أربعة وزراء من CNT للمرة الأولى مغادرة مدريد والانتقال إلى فالنسيا، تاركة الدفاع عن المدينة على كاهل الجنرال مياخا، الذي شكل مجلس الدفاع عن مدريد. كان رحيلًا متسرعا وبسرية مطلقة، ولم يقدم أي تفسير علني بشأنه. أولئك الذين بقوا في مدريد لم يستطعوا تفسير هذه الأحداث إلا على أنها رحلة مخزية... خاصة وأن أهل مدريد استطاعوا تنظيم مدريد وقاوموا الهجمة الأولى وصدوا التالية، مما أوقف تقدم جيش المتمردين". ويعتقد المؤرخون بأن كلفة قرار لارجو كاباليرو السياسية كانت باهظة بالنسبة له، فلم يتعافى منها. فتراجعت أسطورة "لينين الأسباني«التي كانت مفيدة جدا للدفاع عن العاصمة». 22 من ناحية أخرى كان تفاؤل جنود فرانكو وأنصاره شديد لدرجة أن محطة راديو لشبونة أفادت بطريقة متسرعة عن سقوط المدينة على يد القوميين (حتى سرد قصة دخول فرانكو المظفّر إلى مدريد على ظهر حصان أبيض).
كان الهدف الثاني الكبير لحكومة لارجو كاباليرو هو استعادة سلطة الحكومة وهيبة الدولة. وتحقيقا لهذه الغاية صدر مرسوم وضع جميع اللجان ومجالس الدفاع تحت سلطة مجالس المقاطعات برئاسة حكامها المدنيين، واستبدلت اللجان الثورية المحلية بمجالس بلدية تتكامل نسبيا مع جميع المنظمات النقابية والأحزاب المناهضة للفاشية.
لكن لم يتم حل التوترات مع حكومات «مناطق الحكم الذاتي» مثل كاتالونيا والباسك، ولا مع المجالس الإقليمية التي ظهرت في أماكن أخرى. ففي كاتالونيا نظمت حكومة الخنيراليتات، التي ضمت في 26 سبتمبر العديد من مستشاري CNT و POUM حتى تم حل لجنة الميليشيات، نظمت جيشها الخاص وفي 24 أكتوبر وافقت على مرسوم الجماعات، وهي قضايا تتجاوز نطاق سلطتها. أما بالنسبة للباسك، فقد وافق الكورتيس في الأول من أكتوبر على قانون الحكم الذاتي لأوسكادي وتم تعيين خوسيه أنطونيو أغيري القومي الباسكي بصفته لينداكاري [الإنجليزية] أو رئيس حكومة الباسك، والتي ليس من أعضائها أي ممثل عن CNT الباسكية لم تكن هناك ثورة اجتماعية ولا أي عنف ضد رجال الدين وظلت الكنائس مفتوحة). أقام أغيري دولة ذات شبه سيادة على أراضي الباسك التي لم يكن قد احتلها المتمردون بعد، وتم تقليصها إلى فيزكايا. بالإضافة إلى قوة شرطة الباسك المسماة Ertzaina فقد أنشأت حكومة الباسك جيشها الخاص ولم تقبل بقيادة الجنرال الذي أرسلته حكومة مدريد لقيادة جيش الشمال. أما بالنسبة لمجلس أراغون فلم يكن أمام حكومة لارغو كاباليرو أي خيار سوى إضفاء الشرعية عليه، بحيث كان النصف الشرقي من أراغون وداخل المنطقة الجمهورية، له جهاز شرطة خاص به له حق القيام بعمليات تفتيش والسيطرة على الاقتصاد الجماعي وتنظيم القضاء.
أدى النجاح في الدفاع عن مدريد إلى ظهور قوتين جديدتين كانتا من عوامل الحسم في مستقبل حكومة لارجو كاباليرو: القادة العسكريون الجدد الذين أداروا العمليات بنجاح وتمكنوا من شل محاولات الجيش الثائر للاستيلاء على العاصمة أو اجتياحها؛ والشيوعيون الذين عززتهم شحنات الأسلحة من الاتحاد السوفيتي ووجود الألوية الدولية، وفوق ذلك فقد كانوا من أقوى المدافعين عن النظام العسكري والانضباط والمهمة الكبرى للدفاع عن مدريد.